# Сізенна Статілій Тавр
Сізе́нна Статі́лій Тавр (лат. Sisenna Statilius Taurus; ? — після 16) — політичний діяч Римської імперії, консул 16 року.

## Життєпис
Походив з роду нобілів Статіліїв. Син Тита Статілія Тавра, консула 37 та 26 років до н. е., та Корнелії Сізенни. Про його молоді роки збереглося мало відомостей. У 16 році став консулом разом з Луцієм Скрибонієм Лібоном. Втім значної ролі не відіграв. Надалі займався здебільшого накопиченням статків та маєтків. Дата смерті невідома.

## Родина
- Тит Статілій Тавр Сізенна, член колегії саліїв.
- Статілія Корнелія